# Neviano degli Arduini
Neviano degli Arduini é uma comuna italiana da região da Emília-Romanha, província de Parma, com cerca de 3.728 habitantes. Estende-se por uma área de 105 km², tendo uma densidade populacional de 36 hab/km². Faz fronteira com Canossa (RE), Langhirano, Lesignano de' Bagni, Palanzano, Tizzano Val Parma, Traversetolo, Vetto (RE).

## Demografia
| Variação demográfica do município entre 1861 e 2011                               |
|                                                                                   |
| Fonte: Istituto Nazionale di Statistica (ISTAT) - Elaboração gráfica da Wikipedia |